# Clinton County, New York
Clinton County är ett administrativt område i delstaten New York, USA, med 79 843 invånare (2020). Den administrativa huvudorten (county seat) är Plattsburgh.
Countyt har fått sitt namn efter George Clinton som var guvernör i delstaten New York då området grundades.

## Geografi
Enligt United States Census Bureau har countyt en total area på 2 895 km². 2 691 km² av den arean är land och 204 km² är vatten.

### Angränsande countyn
- Grand Isle County, Vermont - öst
- Chittenden County, Vermont - sydost
- Essex County, New York - syd
- Franklin County, New York - väst
- gränsar mot Kanada i norr